# David Benioff
David Benioff (született David Friedman) (New York, 1970. szeptember 25. –) hatszoros Primetime Emmy-díjas amerikai regényíró, forgatókönyvíró, televíziós producer és rendező. Legismertebb alkotása a D. B. Weiss-szel közösen készített, az HBO-n 2011 óta futó Trónok harca című televíziós sorozat, melynek alapját George R. R. Martin a Tűz és jég dala című, több regényből álló fantasysorozata képezi.

## Fiatalkora
Benioff egy zsidó családba született David Friedman néven az egyesült államokbeli New York városában. Édesanyja Barbara Benioff, édesapja Stephen Friedman, a Goldman Sachs korábbi igazgatója. Távoli rokona Marc Benioff internetes vállalkozónak és írónak. Vezetéknevét felnőtt korában Benioffra változtatta (édesanyja leánykori neve), hogy az emberek ne keverjék össze őt más David Friedman nevű írókkal. Két testvére közül ő a legfiatalabb. New York városának Manhattan negyedében nőtt fel, elsőként a Peter Cooper Villageben, majd a 86. utcába költözött, ahol gyermekkorának legnagyobb részét töltötte. Tizenhat éves korában végül az ENSZ főhadiszállásának közelébe költöztek.
A The Collegiate School és a Darthmouth College tanulója volt. Tanulmányait 1992-ben fejezte be, majd San Franciscóba költözött, ahol egy ideig egy szórakozóhely kidobóembereként dolgozott, majd visszaköltözött New Yorkba, ahol a brooklyni Poly Prep Country Day School angoltanára lett két évig. A tanítás mellett birkózóedzőként is részt vett az iskola életében. Benioff egyre jobban érdeklődni kezdett egyetemi tanulmányai iránt, így 1995-ben, huszonöt évesen elhatározta, hogy beiratkozik a dublini Trinity College egyetemre, ahol egy egyéves tanfolyamon ír irodalmat hallgatott. Dublini tartózkodása során ismerte meg D. B. Weisst, akivel óriási televíziós sikereket ért el később. Benioff az egyetemi tanulmányait egy Samuel Beckettről szóló diplomamunkával zárta le, ugyanakkor azt is elhatározta, hogy nem szeretne egyetemi körökben karriert építeni. Visszautazott az Egyesült Államokba, ahol egy darabig Wyoming állam egyik városában dolgozott rádiós DJ-ként. Később a Kaliforniai Egyetem Irvine-i campusán tanult, ahol 1999-ben  képzőművészeti mesterdiplomát vehetett át kreatív írás szakon.

## Írói karrier
Benioff két évet töltött Az utolsó éjjel című első regénye megírásával. Eredeti címe Fireman Down, és irvine-i mesterdiplomamunkájának részeként fejezte be a könyvet. Később Tobey Maguire amerikai színész, miután elolvasott belőle egy bevezető másolatot, arra kérte Benioff-ot, hogy dolgozza át művét és készítsen belőle egy forgatókönyvet, ugyanis Tobey szívesen képernyőre vinné azt. A film Az utolsó éjjel (25th Hour) címmel jelent meg Edward Norton főszereplésével, illetve Spike Lee rendezésében 2002-ben. 2004-ben több rövid történetet írt, melyeket a When the Nines Roll Over (And Other Stories) című gyűjteménye tartalmaz.
2004-ben Homérosz görög költő eposzából megírta a Trója című film forgatókönyvét, amiért a Warner Bros Pictures 2,5 millió dollárt fizetett neki. A 2005-ös Maradjǃ (Stay) című pszicho-thriller forgatókönyve is az ő nevéhez fűződik. A filmet Marc Forster rendezte, főszereplői Ewan McGregor és Naomi Watts. 2007-ben a The Kite Runner című novellát dolgozta át és írt belőle forgatókönyvet. A filmet Papírsárkányok címen mutatták be szintén Marc Forster rendezésében, ezzel Benioff már másodszorra működött együtt a német filmrendezővel. 2004-ben felkérték, hogy készítse el az X-Men egyik spin-off filmjének, az X-Men kezdetek: Farkas (2009) forgatókönyvét, melyen aztán több mint három évig dolgozott.
2006-ban érdekelni kezdte George R. R. Martin amerikai író több regényből álló fantasysorozata, a Tűz és jég dala. Dublinban megismert barátjával, D.B. Weiss-szel elkezdett dolgozni a regények adaptálásán. A televíziós sorozat a Trónok harca címet kapta. A sorozat pilot epizódján 2007-ben kezdtek el munkálkodni méghozzá az HBO berendelésére. 2010-ben végül zöldlámpát kapott a sorozat és készen állt a képernyőre tűzésre. A Trónok harca 2011 áprilisában került bemutatásra az HBO-n, alkotója és vezető producere Benioff és Weiss. A párosnak nem ez az első közös munkája, korábban egy horrorfilm (The Headmaster) forgatókönyvén dolgoztak együtt, de ezt a projektet végül elvetették.
2008-ban került kiadásra második regénye Tolvajok tele (City of Thieves) címmel. Dolgozott Charles R. Cross amerikai író Kurt Cobain biográfiájáról szóló könyvének adaptálásán is, de a forgatókönyvet nem használták fel 2010-ig bezárólag.
2014. április 10-én Benioff bejelentette, hogy ő és D.B. Weiss egy közös film munkálataiba kezdtek, melyet ők ketten fognak elkészíteni és rendezni. A film alapját a Pulitzer-díjas író, Stephen Hunter regénye, a Dirty White Boys képezi. 2017. július 19-én az írópáros bejelentette, hogy a Trónok harca befejezése után újabb közös munkába kezdenek. Az eredetileg mozifilmként elgondolt Confederate végül televíziós sorozatként fog debütálni szintén az HBO képernyőjén.

## Magánélete
2006. szeptember 30-án New Yorkban összeházasodott Amanda Peet színésznővel. Három gyermekük született: Frances "Frankie" Pen Friedman (született 2007. február 20.), Molly June Friedman (született 2010-ben) és Henry Peet Friedman (született 2014. december 6.). Benioff gyermekei apjuk születési nevét, a Friedman vezetéknevet viselik. A család jelenleg Manhattanben, illetve Beverly Hillsben él.

## Könyvei
The 25th Hour
- Puha kötésű könyv (olcsó kiadás): 224 oldal
- Kiadó: Plume; Újrakiadott változat (2002. január 29.)
- Nyelv: Angol
- ISBN 0-452-28295-0

When the Nines Roll Over (and Other Stories)
- Kemény borítású: 223 oldal
- Kiadó: Viking Books (2004. augusztus 19.)
- Nyelv: Angol
- ISBN 0-670-03339-1

City of Thieves (Tolvajok tele)
- Kemény borítású: 281 oldal
- Kiadó: Viking Books (2008. május 15.)
- Nyelv: Angol
- ISBN 0-670-01870-8

## Magyarul
- Az utolsó éjjel; ford. Rácz Péter; Gabo, Bp., 2003
- Bryan Cogman: Trónok harca. Hivatalos filmkönyv az HBO sorozat alapján; előszó George R. R. Martin, bev. David Benioff, D. B. Weiss, ford. Szántai Zsolt; Szukits, Szeged, 2013
- Tolvajok tele; ford. Gy. Horváth László; Fumax, Bp., 2014 (Fumax irodalom)

## Forgatókönyvei
| Év    | Cím                    | Eredeti cím                       | Megjegyzés  |
| ----- | ---------------------- | --------------------------------- | ----------- |
| 2002  | Az utolsó éjjel        | 25th Hour                         |             |
| 2004  | Trója                  | Troy                              |             |
| 2005  | Maradjǃ                | Stay                              |             |
| 2007  | Papírsárkányok         | The Kite Runner                   |             |
| 2009  | X-Men kezdetek: Farkas | X-Men Origins: Wolverine          |             |
| 2009  | Testvérek              | Brothers                          |             |
| 2011– | Trónok harca           | Game of Thrones                   | 45 epizód   |
| 2013  | Felhőtlen Philadelphia | It's Always Sunny in Philadelphia | 1 epizód    |
| N/A   | N/A                    | Heavier Than Heaven               | Folyamatban |

## Rendezései
- Trónok harca (3. évad) – 3. epizód "A büntetés útja" ("Walk of Punishment"). Társával, D.B. Weiss-szel együtt rendeztek több epizódot is, de érmefeldobással döntötték el, hogy kit tüntessek fel az epizód rendezőjeként. Míg Benioff az előbbi epizódot kapta, addig Weiss a 4. évad "Két Kard" ("Two Swords") című epizódját rendezte hivatalosan.[6]
- Benioff és Weiss közösen fogják rendezni a Trónok harca fináléját.[27]

## Díjak és jelölések
| Év   | Díj                           | Kategória | Alkotás      | Eredmény |
| ---- | ----------------------------- | --- | ------------ | -------- |
| 2011 | Emmy-díj                      | legjobb drámasorozat (megosztva nyolc további producerrel és vezető producerrel)                                                         | Trónok harca | Jelölve  |
| 2011 | Emmy-díj                      | Legjobb forgatókönyv drámai tévésorozathoz (megosztva veleː D. B. Weiss) Epizódː Baelor ("Baelor")                                       | Trónok harca | Jelölve  |
| 2012 | Hugo-díj                      | Legjobb forgatókönyv — hosszú formátum (megosztva nyolc további producerrel és vezető producerrel) (Az első évadért)                     | Trónok harca | Elnyerte |
| 2012 | Emmy-díj                      | legjobb drámasorozat (megosztva kilenc további producerrel és vezető producerrel)                                                        | Trónok harca | Jelölve  |
| 2012 | PGA Award                     | Kimagasló produceri munka drámai tévésorozatban (megosztva velükː Carolyn Strauss, Frank Doelger, D. B. Weiss, és Mark Huffam)           | Trónok harca | Jelölve  |
| 2012 | WGA Award                     | Kimagasló új sorozat (megosztva velükː Bryan Cogman, Jane Espenson, George R. R. Martin, és D. B. Weiss)                                 | Trónok harca | Jelölve  |
| 2012 | SFX Award                     | Kimagasló új műsor (megosztva a szereplőgárdával és a csapattal)                                                                         | Trónok harca | Elnyerte |
| 2012 | SFX Award                     | Legjobb TV műsor (megosztva a szereplőgárdával és a csapattal)                                                                           | Trónok harca | Jelölve  |
| 2012 | Monte-Carlo TV Festival Award | Drámai tévésorozat: Kimagasló nemzetközi producer (megosztva velükː D. B. Weiss, Frank Doelger, és Carolyn Strauss)                      | Trónok harca | Elnyerte |
| 2013 | PGA Award                     | Kimagasló produceri munka drámai tévésorozatban (megosztva velükː Frank Doelger, Carolyn Strauss, Bernadette Caulfield, és D. B. Weiss)  | Trónok harca | Jelölve  |
| 2013 | WGA Award                     | Legjobb drámai tévésorozat (megosztva velükː D. B. Weiss, George R. R. Martin, Bryan Cogman, és Vanessa Taylor)                          | Trónok harca | Jelölve  |
| 2013 | Emmy-díj                      | legjobb drámasorozat (megosztva tizenegy további producerrel és vezető producerrel)                                                      | Trónok harca | Jelölve  |
| 2013 | Emmy-díj                      | Legjobb forgatókönyv drámai tévésorozathoz (megosztva veleː D. B. Weiss) Epizódː Castamere-i esők ("The Rains of Castamere")             | Trónok harca | Jelölve  |
| 2014 | Emmy-díj                      | legjobb drámasorozat (megosztva tíz további producerrel és vezető producerrel)                                                           | Trónok harca | Jelölve  |
| 2014 | Emmy-díj                      | Legjobb forgatókönyv drámai tévésorozathoz (megosztva veleː D. B. Weiss) Epizódː Gyermekek ("The Children")                              | Trónok harca | Jelölve  |
| 2014 | Hugo-díj                      | Legjobb forgatókönyv — rövid formátum (megosztva velükː D. B. Weiss és David Nutter) Epizódː Castamere-i esők ("The Rains of Castamere") | Trónok harca | Elnyerte |
| 2015 | Emmy-díj                      | Legjobb forgatókönyv drámai tévésorozathoz (megosztva veleː D. B. Weiss) Epizódː Az Anya irgalma ("Mother's Mercy")                      | Trónok harca | Elnyerte |
| 2015 | Emmy-díj                      | legjobb drámasorozat (megosztva tizenegy további producerrel és vezető producerrel)                                                      | Trónok harca | Elnyerte |
| 2016 | Emmy-díj                      | Legjobb forgatókönyv drámai tévésorozathoz (megosztva veleː D. B. Weiss) Epizódː Fattyak csatája ("Battle of the Bastards")              | Trónok harca | Elnyerte |
| 2016 | Emmy-díj                      | legjobb drámasorozat (megosztva tizenegy további producerrel és vezető producerrel)                                                      | Trónok harca | Elnyerte |

## Fordítás
- Ez a szócikk részben vagy egészben  a   David Benioff című angol Wikipédia-szócikk fordításán alapul.  Az eredeti cikk szerkesztőit annak laptörténete sorolja fel. Ez a jelzés csupán a megfogalmazás eredetét és a szerzői jogokat jelzi, nem szolgál a cikkben szereplő információk forrásmegjelöléseként.